# 콰냐마어 위키백과
콰냐마어 위키백과는 콰냐마어로 운영되는 위키백과 언어판이다. 2004년 8월 29일에 시작되었다.기호는 kj이다.